# Twierdzenie Blaschkego-Lebesgue’a

Trójkąt Reuleaux

Twierdzenie Blaschkego-Lebesgue’a – twierdzenie z dziedziny geometrii euklidesowej udowodnione przez Wilhelma Blaschkego i Henriego Lebesgue’a.

## Twierdzenie
Trójkąt Reuleaux jest figurą o najmniejszej powierzchni ze wszystkich figur o zadanej stałej szerokości.